# Tomocichla asfraci
Tomocichla asfraci är en fiskart som beskrevs av Robert Allgayer 2002. Tomocichla asfraci ingår i släktet Tomocichla och familjen Cichlidae. Inga underarter finns listade i Catalogue of Life.